# Asuel
Asuel est une localité de La Baroche et une ancienne commune suisse du canton du Jura, située dans le district de Porrentruy.
Après décision des citoyens de la commune le 13 juillet 2008 , elle a fusionné le 1er janvier 2009 avec Charmoille, Fregiécourt, Miécourt et Pleujouse pour former la commune de La Baroche.
Asuel comprend les hameaux La Malcôte (661 m d'altitude), Les Rangiers (856 m d'altitude) sur le col des Rangiers, La Caquerelle (830 m d'altitude) sur la crête du Mont-Russelin ainsi que de nombreuses fermes individuelles.

## Monuments
Les ruines du château d'Asuel sont situées au-dessus du village.

## Histoire
Le lieu est mentionné pour la première fois avant le XIIIe siècle, sous les noms successifs de Aswel,  Asoelou et Esuel qui proviendraient du saxon Aa's-well.